# Mallodon spinibarbe
Mallodon spinibarbe là một loài bọ cánh cứng trong họ Cerambycidae.